# Antoine Destutt de Tracy
Antoine Destutt de Tracy (20. července 1754, Paříž - 9. března 1836, Paříž) byl francouzský filozof a politik. Proslavil se zavedením pojmu ideologie, byť jím označoval původně své učení o psychických stavech a představách (de facto psychologii), termín ovšem získal časem jiný význam.

## Život
Pocházel ze šlechtické skotské rodiny. Zpočátku se věnoval vojenské kariéře a dosáhl hodnosti plukovníka. Za francouzské revoluce se přidal k revoluci po boku Lafayettově. Zasedal v ústavodárném shromáždění, kde hlasoval pro zrušení šlechtických výsad. Později však byl uvězněn. Ve vězení začal číst díla Condillacova a Lockeova, na jejichž tezích vystavěl svůj vlastní myšlenkový systém. V říjnu 1794 byl propuštěn. V Auteil u Paříže poté vytvořil společnost vzdělanců, kteří si říkali „ideologové“. Politicky zůstal svobodomyslným monarchistou. Císař Napoleon jej povýšil na hraběte, po návratu dynastie Bourbonů byl jmenován pairem. V roce 1808 byl zvolen členem Francouzské akademie.

## Dílo
Své učení, zaměřené na zkoumání psychických stavů (idejí), nazval „ideologií"; odtud označení „ideologové", které se užívá zejména pro něho a pro Cabanise. Pro Tracyho byla ideologie jedinou člověku dostupnou vědou, vědou zahrnující všechny vědy a zároveň v podobě nejryzejší nejvyšší vědou, která by měla nahradit zastaralou metafyziku.
Ideologie měla být užitím přírodovědných metod na oblast, jíž se dnes zaobírají vědy humanitní a sociální (tato terminologie ovšem za Tracyho života neexistovala). Ba měla být dokonce „součást zoologie“. Toto pojetí významně ovlivnilo Augusta Comta a tím pádem vznik sociologie.
Zastával názor, že ideje čili představy odvozují se z pocitů („cítíme, a tím myslíme“). Rozlišil též pět základních duševních schopností: citovost (sensibilité), paměť (mémoire), soudnost (jugement), vůli (volonté) a hybnost (motilité). Vůle je však podmíněna vrozenými danostmi a organickými pochody (v zásadě vyrůstá ze žádostivosti), takže dle Tracyho je svoboda lidské vůle pouhou iluzí. Co se týče hybnosti, ta je klíčová pro psychický vývoj. Ottův slovník naučný to popisoval takto: „Abychom poznávali svět mimo sebe, nestačí pouhá cítivost, neboť tato nechová v sobě rozdílu nitra a vnějšku; je třeba, aby přistoupil k ní samovolný pohyb, jímž narážejíce na odpor, přesvědčujeme se o existenci tvarů prostorových. Hybnost je mu jaksi šestým smyslem, jenž odkrývá nám vlastní příčinu počitků našich.“ Na Tracyho tezi o významu hybnosti pro duševní život navázal později Maine de Biran.
Významné byly i Tracyho názory na řeč. Rozlišoval „řeč přirozenou“ (představy jaksi „an sich“) a „řeč umělou“, tedy řeč mluvenou. Mluvená řeč podle Tracyho podmiňuje myšlení, ale je nedokonalá. Slova často jen špatně zpřítomňují představu a lidé se s nimi neprávem spokojují. Mluvená řeč by tedy měla být zdokonalena a dobroušena. Toto pojetí řeči zůstalo v zásadě „metafyzickým“, byť byl Tracy odpůrcem metafyziky (zejména odmítal objektivní rozlišování dobra a zla, morálka je subjektivní). Ovšem rozdělení na řeč přirozenou a umělou bylo důležité pro vznik moderní jazykovědy (připomíná rozlišení denotace a konotace).
Své názory Destutt de Tracy shrnul v několikasvazkové práci Základy ideologie (Éléments d'idéologie, 1801–1815). Katolická církev dekretem ze dne 13. září 1820 zařadila tento spis na Index zakázaných knih.